# Landsverk L-80
De Landsverk L-80 was een ontwerp van het Zweedse bedrijf AB Landsverk van een tank die zowel op wielen als rupsbanden kon rijden. Deze werd in 1933 ontwikkeld en in datzelfde jaar ook gebouwd. De L-80 was in principe een verbeterde versie van de L-30, ook wel bekend als de Strv fm/31. De romp onderging de meeste wijzigingen en dat is ook te zien in de tekeningen waarbij de achterzijde groter en vierkanter is en de voorzijde meer afgeschuind is. Het enige prototype is zeer snel na de bouw weer gesloopt en er zijn geen foto's van het model bekend. Met de L-80 eindigde de ontwikkeling van wiel-rupsvoertuigen bij Landsverk.